# Federazione calcistica dell'Asia centrale
La Federazione calcistica dell'Asia centrale, ufficialmente Central Asian Football Association (inglese per Associazione calcistica dell'Asia Centrale), indicata con l'acronimo CAFA, è uno dei cinque organi che gestiscono il calcio in Asia.
La Federazione raccoglie le associazioni nazionali dell'Asia centrale, organizza tornei tra squadre nazionali e gestisce le diatribe dei campionati nazionali, insieme con i diritti TV. Attualmente ha il quartier generale a Dušanbe, in Tagikistan.
È uno dei due gruppi in cui si è scissa la Central and South Asian Football Federation, che, a sua volta, costituiva uno dei quattro raggruppamenti regionali della Asian Football Confederation, la confederazione calcistica asiatica, composta quindi attualmente da cinque raggruppamenti. Sono affiliate alla CAFA, sei associazioni calcistiche, localizzate in Asia centrale.

## Storia

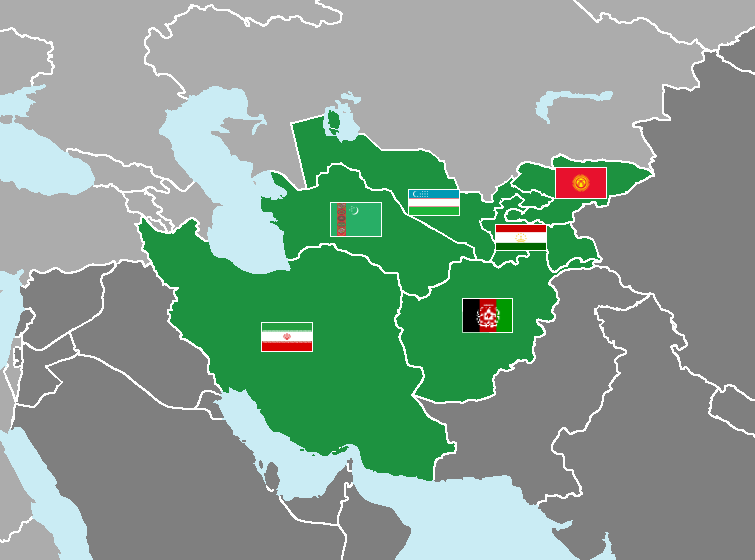
Paesi membri della CAFA

La prima occasione in cui viene discussa la possibilità di una federazione dell'Asia centrale è il 10 maggio 2014, quando le sei federazioni dell'Asia centrale, congiuntamente con l'allora presidente della AFC Salman bin Ibrahim Al Khalifa, suggeriscono l'idea. L'iniziativa è portata avanti maggiormente da Afghanistan e Iran, e nel congresso straordinario dell'AFC del 9 giugno 2014 a San Paolo viene ratificato il piano di una nuova zona interna alla federazione. Il 9 gennaio 2015, in seguito all'approvazione da parte del congresso AFC, viene ufficialmente fondata la CAFA, con il primo quartier generale a Dušanbe.

## Comitato esecutivo

### Presidenti
| Periodo   | Presidente      |
| --------- | --------------- |
| 2015-2018 | Mirabor Usmanov |
| 2018-2019 | Umid Ahmadjonov |
| 2019-     | Rustam Emomali  |

### Segretari generali
| Periodo   | Presidente       |
| --------- | ---------------- |
| 2015-2017 | Avazbek Maksumov |
| 2018-2019 | Sanjar Rizayev   |
| 2019-     | Ulugbek Karimov  |

## Istituzione e composizione
La Central Asian Football Association è stata creata nel 2015, i membri fondatori sono stati Iran e Afghanistan, provenienti la prima dalla West Asian Football Federation (WAFF), mentre la seconda dalla South Asian Football Federation (SAFF).
Selezioni affiliate:
- Afghanistan
- Iran
- Kirghizistan
- Tagikistan
- Turkmenistan
- Uzbekistan

## Competizioni
Nel 2018 viene annunciata l'intenzione di creare una competizione della federazione, ma la prima edizione della CAFA Nations Cup sarà inaugurata e giocata solo nel 2023.

### Competizioni per nazionali maschili
- CAFA Nations Cup
- CAFA Junior Championship (U-20, U-19, U-17, U-15)
- CAFA Futsal Championship
- CAFA U-19 Football Championship

### Competizioni per nazionali femminili
- CAFA Women's Championship
- CAFA Women's Junior Championship (U-20, U-19, U-17, U-15)
- CAFA Women's Futsal Championship
- CAFA U-19 Women's Futsal Championship